# 管陶乡
管陶乡，是中华人民共和国河北省邯郸市武安市下辖的一个乡镇级行政单位。

## 历史
原名管头，据称意为“武安西部管辖疆域的尽头”，后改为馆陶。1953年成立管陶乡，1958年撤销，划归阳邑公社，1961年重新析置管陶公社，1984年改为管陶乡。

## 行政区划
管陶乡下辖以下地区：
管陶村、西涧沟村、盘根村、苍洞沟村、柏草坪村、大水村、车谷村、岩角村、赵水沟村、寺峪沟村、梨树脑村、野峪村、龙井村、禅房村、马洺村、小店村、陆渠村、东峧村、水磨头村、上站村、聚泉岭村、马渠水村、寺峪脑村、小冶陶村、长亭村、万谷城村、朝阳沟村、荒庄村、里伏村、东沟村、杜家村、木作村、渠沟村、脑沟村、梁沟村、坟峧村、下站村和磨盘峧村。

## 文化
境内有省级文物保护单位郭家庄园。